# Wings for the Eagle
Pour plus de détails, voir Fiche technique et Distribution.
Wings for the Eagle est un film américain réalisé par Lloyd Bacon et sorti en 1942.

## Fiche technique
- Titre original : Wings for the Eagle
- Réalisation : Lloyd Bacon
- Scénario : Byron Morgan, B. Harrison Orkow, Richard Macaulay
- Direction artistique : Max Parker
- Costumes : Milo Anderson
- Photographie : Tony Gaudio
- Son : Francis J. Scheid
- Montage : Owen Marks
- Musique : Friedrich Hollaender
- Production : Robert Lord
- Société(s) de production : Warner Bros.
- Société(s) de distribution : Warner Bros.
- Pays de production :  États-Unis
- Langue originale : anglais
- Format : noir et blanc — 35 mm — 1.37:1 — son monophonique
- Genre : Film dramatique
- Durée : 84 minutes
- Date de sortie :
  - États-Unis : 18 juillet 1942

## Distribution

### Acteurs principaux
- Ann Sheridan : Roma Maple
- Dennis Morgan : Corky Jones
- Jack Carson : Brad Maple
- George Tobias : Jake Hanso
- Russell Arms : Pete Hanso
- Don DeFore : Gil Borden
- Tom Fadden : Tom 'Cyclone' Shaw
- John Ridgely : Johnson
- Frank Wilcox : Stark
- George Meeker : personnel
- Fay Helm : Miss Baxter
- Billy Curtis : Midget
- Emory Parnell : Policier
- Edgar Dearing : l'agent en moto

### Acteurs secondaires
- Sonny Bupp : garçon jouant au football (non crédité)
- Clancy Cooper : le policier au restaurant (non crédité)
- Gino Corrado : le serveur (non crédité)
- Charles Drake : le client (non crédité)
- Frank Faylen : le chef du groupe (non crédité)
- Frank Ferguson : Hansford (non crédité)
- Creighton Hale : le bijoutier (non crédité)
- Kenneth Harlan : le surveillant (non crédité)
- Russell Hicks : le conférencier du comité (non crédité)
- Jean Inness : femme personnel (non crédité)
- Fred Kelsey : le police au bureau (non crédité)
- Hank Mann : le conducteur du train (non crédité)
- Frank Mayo : un travailleur (non crédité)
- Jack Mower : un travailleur (non crédité)
- Walter Sande : un travailleur (non crédité)
- Eddy Waller : le client (non crédité)